# Tapete de Ardabil

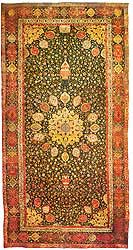

O Tapete de Ardabil, ou Tapete de Ardebil (em árabe: قالی اردبیل) é um dos dois famosos tapetes persas que fazem parte atualmente das coleções do Victoria and Albert Museum em Londres e do Los Angeles County Museum of Art.
Confeccionados durante o governo do xá safávida Tamaspe I, em meados do século XVI, provavelmente em Tabriz, os tapetes são considerados uns dos melhores exemplares da escola persa clássica de tecelagem de tapetes. Eles originalmente pertenciam a uma mesquita em Ardabil, no Irã, mas após terem sido danificados, foram vendidos em 1890 para um corretor britânico de tapetes que restaurou um dos tapetes utilizando-se do outro para a restauração e depois revendeu o melhor conservado para o Victoria and Albert Museum. William Morris, na ocasião um árbitro de arte do V&A, foi essencial nessa aquisição.
O segundo tapete "secreto" foi vendido para o empresário estado-unidense Clarence Mackay, e por anos foi objeto de trocas de vários compradores ricos. Depois de deixar Mackay, pertencer a Charles Yerkes e ao acervo de artes De la Mare, ele foi finalmente revelado e exposto em 1931, em uma exposição em Londres. O industrial estado-unidense J. Paul Getty viu-o, e comprou-o do Lord Duveen por cerca de $ 70 000 vários anos mais tarde. Getty foi contatado por agentes em nome do Rei Faruk do Egito que ofereceram $ 250 000 para que ele pudesse dá-lo como um presente de casamento. Getty posteriormente doou o tapete persa para o Museu de Ciências, História e Arte no Parque de Exposições em Los Angeles.
Este mais famoso dos tapetes persas tem sido objeto de intermináveis cópias variando em tamanho desde pequenas escalas até tapetes de tamanho do original. Existe um 'Ardabil' na 10 Downing Street, e até mesmo Adolf Hitler tinha um 'Ardabil' em seu escritório em Berlim.
O tapete é feito por nós persas, com lã e seda; com uma densidade de nó de 540 000 nós por metro quadrado, num total de 26 milhões de nós. Os tamanhos dos tapetes são de 10,5 metros x 5,3 metros.  Os tapetes têm uma inscrição: um dístico de um gazal do poeta mítico persa Hafez e uma assinatura.